# N-Methylharnstoff
N-Methylharnstoff ist eine chemische Verbindung aus der Gruppe der Harnstoffderivate.

## Eigenschaften
N-Methylharnstoff ist ein geruchloser weißer kristalliner Feststoff, der löslich in Wasser ist.
Die Verbindung kristallisiert im orthorhombischen System mit der chiralen (also nicht-zentrosymmetrischen) Raumgruppe P212121 (Raumgruppen-Nr. 19).

## Darstellung
Die Darstellung von N-Methylharnstoff wurde von Charles Adolphe Wurtz beschrieben. Durch Umsetzung von Methylammoniumsulfat mit einer wässrigen Lösung Kaliumcyanat erhält man N‑Methylharnstoff und Kaliumsulfat. Eine weitere Möglichkeit der Darstellung ist die Umsetzung von Methylisocyanat mit Ammoniak.

## Verwendung
Durch Umsetzung von N-Methylharnstoff mit Benzil erhält man das substituierte Glycoluril-Derivat 2,8-Dimethyl-1,5-diphenylglycouril. Als Nebenprodukt entsteht das 2,6-Dimethyl-Isomer.
Untersuchungen zum Abbau von Koffein durch Chlorierung zeigen, dass bei diesem Prozess N-Methylharnstoff als Abbauprodukt entsteht.